# Kapten Blod
Kapten Blod (originaltitel Captain Blood) är en historisk roman av Rafael Sabatini. Den utkom på engelska 1922, i svensk översättning av Ture Dahlin 1937, och i nyöversättning av Lisbeth Renner 1958. Den utspelar sig på 1680-talet i England.

## Handling
Monmouth-upproret mot kung Jakob II har slagits ned. Peter Blod är en läkare som hjälper sårade upprorsmän. Därför blir han anklagad för förräderi och ställd inför den grymme domaren George Jeffreys. Peter döms till döden, men domen ändras och han blir i stället såld som slav till Västindien. Där blir han senare sjörövarkapten.

## Verklighetsbakgrund
Peter Blod är påhittad, men anses inspirerad dels av händelser i läkaren Henry Pitmans liv, dels av piraterna William Kidds och Henry Morgans biografier. Domaren George Jeffreys har existerat i verkligheten och var ökänd och hatad för sin hänsynslöshet. Han kallades "the hanging judge".

## Fortsättningar
- Captain Blood Returns (eller The Chronicles of Captain Blood , 1931)
- The Fortunes of Captain Blood (1936)

Ingen av dessa är översatta till svenska. Observera att de inte är regelrätta fortsättningar utan samlingar av berättelser som utspelar sig under samma tid som den första romanen.

## Filmatiseringar
- 1924 Captain Blood, amerikansk svartvit stumfilm, regisserad av David Smith
- 1935 Kapten Blod, amerikansk svartvit film, regisserad av Michael Curtiz och med Errol Flynn i titelrollen. Detta är den mest berömda filmatiseringen.
- 1991 Odisseya Kapitana Blada, rysk färgfilm, regisserad av Andrej Prachenko